# Heinrich Vietmeyer
Hermann Heinrich August Vietmeyer (* 7. Januar 1791 in Oesdorf; † 21. Februar 1854 in Holzhausen) war ein deutscher Vollmeier und Politiker.
Vietmeyer war der Sohn des Friedrich Vietmeyer und dessen Ehefrau Charlotte, geborene Heringslake. Er heiratete am 20. September 1832 in Münder am Deister Sophie, geborene Wrede (* 1813). Vietmeyer war Vollmeier und Ökonom in Holzhausen. Er war Mitglied des dortigen Gemeinderates und 1850 bis 1854 dessen Vorsitzender.
1850 bis 1854 war er Abgeordneter im Spezial-Landtag für das Fürstentum Pyrmont. 